# Hurra! Hurra! So nicht.
Hurra! Hurra! So nicht. ist das zweite Studioalbum des deutschen Sängers und Gitarristen Gisbert zu Knyphausen. Das Album erschien im April 2010 bei PIAS.

## Entstehung und Veröffentlichung
Durch den Erfolg seines 2008 veröffentlichten Debüt-Albums Gisbert zu Knyphausen wurde Gisbert zu Knyphausen einem größeren Publikum bekannt. In einem Interview sagte zu Knyphausen, er habe daher bei der Arbeit an seinem zweiten Album durchaus einen Erwartungsdruck verspürt, mit diesem aber schließlich umgehen können. Auch die Fachpresse verfolgte den Werdegang des Künstlers. Das Magazin Rolling Stone veröffentlichte einen Live-Mitschnitt und begleitete den Entstehungsprozess des Nachfolgers Hurra! Hurra! So nicht.
Am Songwriting für Hurra! Hurra! So nicht. war erstmals auch die Band beteiligt, die seit dem ersten Album unverändert mit Gisbert zu Knyphausen spielt. Aufgenommen und produziert wurde das Album von Tobias Levin, der unter anderem auch schon mit Tocotronic und Kante zusammengearbeitet hatte. Nachdem im Januar 2009 erste Probeaufnahmen stattfanden, wurde Hurra! Hurra! So nicht. im Oktober und November desselben Jahres in den Electric Avenue Studios in Hamburg aufgenommen.
Im Vorfeld der Veröffentlichung erfuhr zu Knyphausen große Aufmerksamkeit durch die Medien, seine Pressetage waren ausgebucht. Es berichteten unter anderem die ARD und das Hamburger Abendblatt.
Am 23. April 2010, dem Tag der Veröffentlichung, stellte zu Knyphausen das Album zusammen mit seiner Band im Kino Babylon in Berlin vor, die Veranstaltung war bereits Wochen im Voraus ausverkauft. Das Konzert wurde von Radio Eins mitgeschnitten und noch am gleichen Tag ausgestrahlt. Auch zwei ähnliche Veranstaltungen in Hamburg und Köln waren ausverkauft.

## Titelliste
1. „Hey“ – 3:05
2. „Seltsames Licht“ – 5:34
3. „Grau, Grau, Grau“ – 4:16
4. „Es ist still auf dem Rastplatz Krachgarten“ – 2:59
5. „Ich bin Freund von Klischees und funkelnden Sternen“ – 4:25
6. „Kräne“ – 4:09
7. „Morsches Holz“ – 5:05
8. „Melancholie“ – 2:17
9. „Hurra! Hurra! So nicht.“ – 3:29
10. „Dreh dich nicht um“ – 2:35
11. „Nichts als Gespenster“ – 6:18

## Rezeption
Hurra! Hurra! So nicht. wurde von der Kritik überaus positiv aufgenommen.
Die Zeitschrift Rolling Stone vergab viereinhalb von fünf möglichen Sternen. Arne Willander schrieb in seiner Rezension, man habe lange keine „solch magische Songschreiber Kunst gehört“ und nannte zu Knyphausen einen „Meister der Melancholie“. Hurra! Hurra! So nicht. unterscheide sich von anderen Liedermacher-Platten zum einen durch die „offenen Akkorde [...], das Jazzige, das Flehende [in der Musik]“, zum anderen durch das „Gemisch aus Alltagssprache und delirierender Lyrik“. Darüber hinaus lobte Willander Produzent Tobis Levin, dieser habe das Album „wunderbar organisch produziert“. Im Mai 2010 wählten die Redakteure des Magazins Hurra! Hurra! So nicht. auf Platz 1 der Kritiker-Charts.
Das Online-Magazin Laut.de gab dem Album vier von fünf möglichen Punkten und schrieb, Gisbert zu Knyphausen sei zwar kein „großer Vokalist“, verstehe es jedoch, „auf seltsam eigentümliche Art zu berühren.“ Hurra! Hurra! So nicht. zeichne sich durch eine Mischung aus Melancholie und Dringlichkeit aus. In seinen Texten finde zu Knyphausen „immer wieder […] Bilder von großer Strahlkraft“.  Auch der Anteil der Band sei nicht zu unterschätzen, die Musiker unterstützten den Sänger auf „kongenial[e]“ Weise.
Für die ARD schrieb Falk Sinß, Hurra! Hurra! So nicht. sei im Vergleich zum Vorgänger Gisbert zu Knyphausen „raffinierter und ausgefeilter arrangiert, der Klang dichter und dunkler.“ Gleich bleibe die Melancholie, ohne jedoch „verzweifelt oder depressiv zu klingen.“
Der Berliner Tagesspiegel befand, Hurra! Hurra! So nicht. sei „vielleicht sogar noch ein bisschen besser“ als der Vorgänger. Insgesamt ließen sich Einflüsse von Sven Regener feststellen, besonders „Morsches Holz“ erinnere an Element of Crime. Auch andere Kritiker zogen diesen Vergleich.
Hurra! Hurra! So nicht. stieg auf Platz 12 in die deutschen Albumcharts ein und war damit die erste Veröffentlichung von Gisbert zu Knyphausen, die sich in den Charts platzieren konnte. In den deutschen Newcomercharts erreichte das Album sogar den ersten Platz.